# Lonchaea dasyscutella
Lonchaea dasyscutella är en tvåvingeart som beskrevs av Mcalpine 1964. Lonchaea dasyscutella ingår i släktet Lonchaea och familjen stjärtflugor. Inga underarter finns listade i Catalogue of Life.